# Rue Huysmans
La rue Huysmans est une voie du 6e arrondissement de Paris.

## Situation et accès
Elle relie le boulevard Raspail, au niveau de la rue du Montparnasse, à la rue Duguay-Trouin. Elle est à sens unique pour la circulation automobile et pourvue d'un double-sens cyclable ; le stationnement y est unilatéral.
La rue Huysmans est emblématique de l'architecture parisienne des années 1910.
La rue Huysmans est desservie par les lignes 4 à la station Saint-Placide et 12 à la station Notre-Dame-des-Champs.

## Odonymie

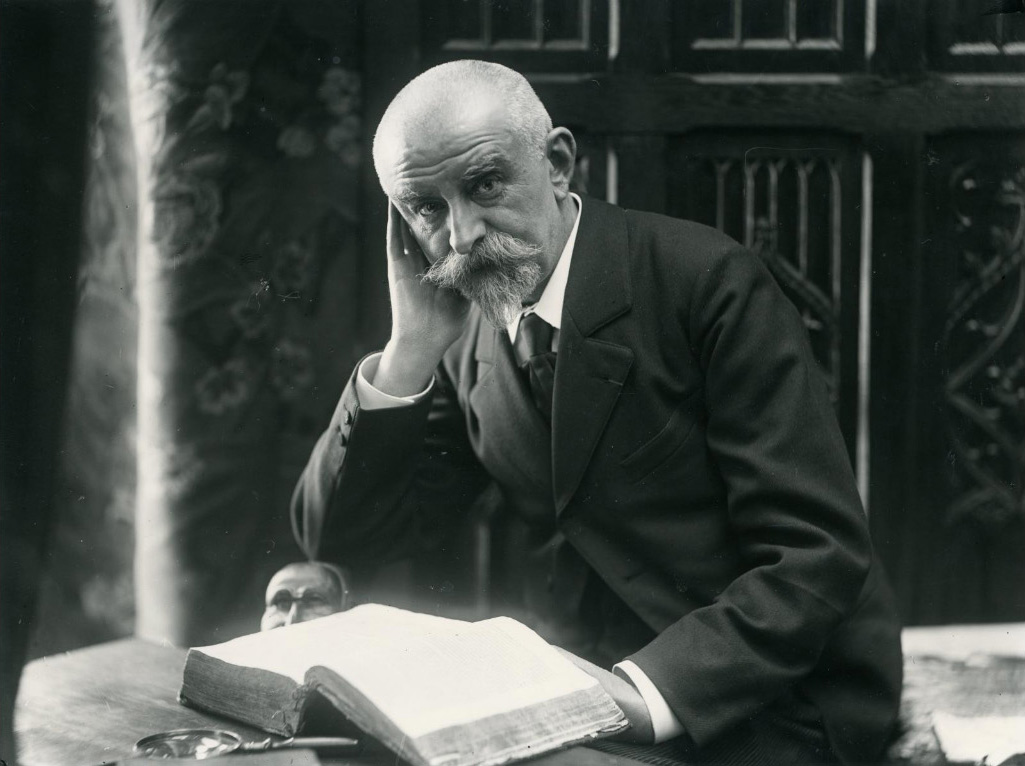
Joris-Karl Huysmans vers 1900, photographié par André Taponier.

Cette rue honore l'écrivain Joris-Karl Huysmans (1848-1907) qui naquit, vécut et mourut — cinq ans avant l'ouverture de la rue — à diverses adresses du 6e arrondissement, en 1912. L'idée de donner son nom à une voie parisienne a été formulée en conseil municipal dès sa mort en 1907 (Cf. La création de la rue Huysmans).

## Histoire

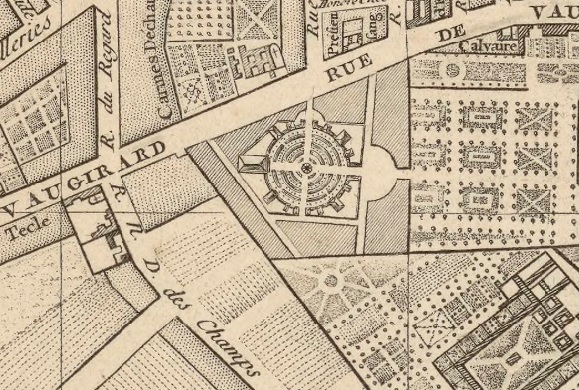
Plan-projet de 1785 avec la nouvelle foire Saint-Germain.

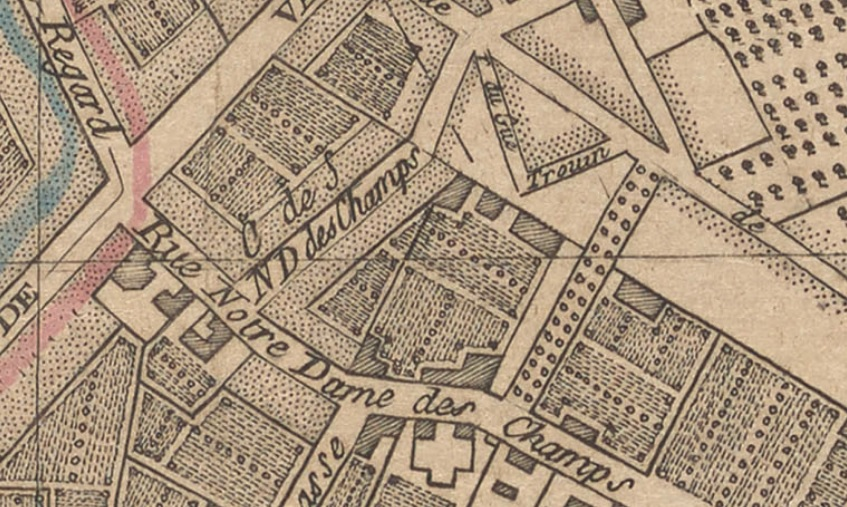
Plan-projet de 1809, avec le tracé d'une transversale arborée.

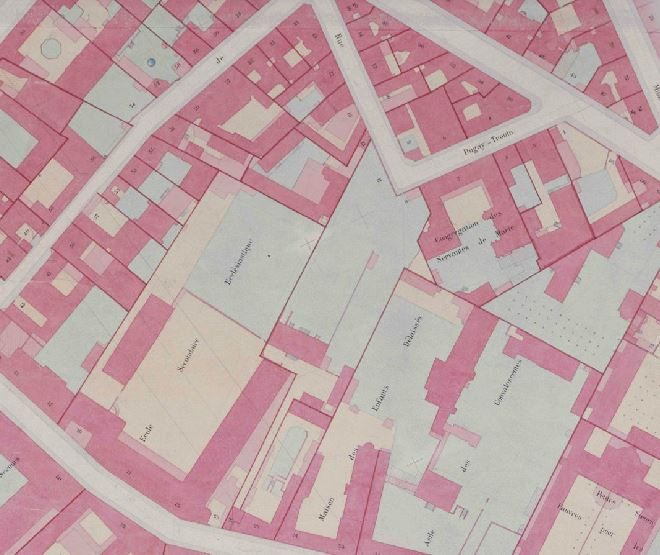
État parcellaire de l'emplacement de la rue Huysmans à la fin du XIXe siècle, avant le percement du boulevard Raspail et de la rue.

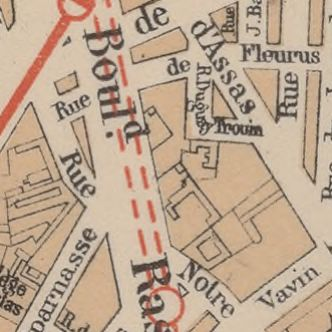
Emplacement de la rue juste avant son ouverture.

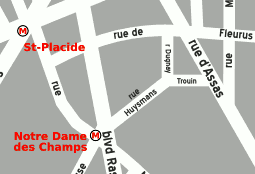
La rue dans son environnement actuel.

### Exploitation des carrières
Avant le XIXe siècle, l'emprise de la rue Huysmans est occupée par des jardins non bâtis. Au XVIIIe siècle, des carrières de pierre à bâtir calcaire sont exploitées dans le sous-sol de ces terrains.
Le bâtiment abritant la foire Saint-Germain brûla en 1762 et, celui reconstruit l'année suivante ne donnant pas satisfaction, on envisagea dans les années 1780 d'en élever un nouveau sur un vaste terrain gagné sur le jardin du Luxembourg et compris entre celui-là, la pépinière des Chartreux, le cul-de-Sac Notre-Dame-des-Champs (c'est-à-dire la partie australe de la rue de Fleurus actuelle) et la rue de Vaugirard. Le terrain se serait étendu pour partie sur l'emplacement de la rue Huysmans et aurait modifié la physionomie du quartier. Le marché fut finalement rebâti entre 1813 et 1818 par Jean-Baptiste Blondel et Auguste Lusson sur son emplacement originel, le long de la rue Mabillon.
Le banc de calcaire se trouve à une profondeur relativement faible de 9 mètres, si bien que la rue Duguay-Trouin est ouverte sous la Révolution, non pour la circulation comme le démontre son tracé, mais pour l'extraction des pierres par un puits situé dans son coude, sous l'actuel no 2 de la rue Huysmans. Ainsi, les immeubles des nos 1 à 7, côté impair, et 2 à 10, côté pair, sont sous-minés. La carrière qui s'étendait sous cette emprise a fait l'objet d'un effondrement presque généralisé entre la fin du XVIIIe et le début du XIXe siècle.
Dès la première moitié du XIXe siècle, les équipes de l'atelier du Luxembourg de l'Inspection générale des carrières avaient consolidé les cloches de fontis et remblayé la carrière selon la méthode dite par hagues et bourrages et, en 1855, il ne subsistait plus qu'une galerie d'inspection sous l'actuel côté pair de la rue Huysmans. Seule la galerie d'inspection sous la rue Duguay-Trouin existe encore aujourd'hui.
Dès l'achèvement du boulevard du Montparnasse, un projet visant à le relier au jardin du Luxembourg est émis. L'« avenue projetée » d'un plan projet de 1768 emprunte strictement le tracé finalement donné à la rue Huysmans. Sous le Premier Empire, un nouveau projet de transversale connectant les rues Notre-Dame-des-Champs et « de l'Ouest » (c'est-à-dire d'Assas) est formé, malgré l'ouverture récente de la rue de Fleurus jouant ce rôle. La voie, toujours arborée, devait aboutir à l'ouest de la rue Duguay-Trouin, presque à l'angle des rues Madame et de l'Ouest. L'entreprise resta à l'état de projet.

### Percement du boulevard Raspail

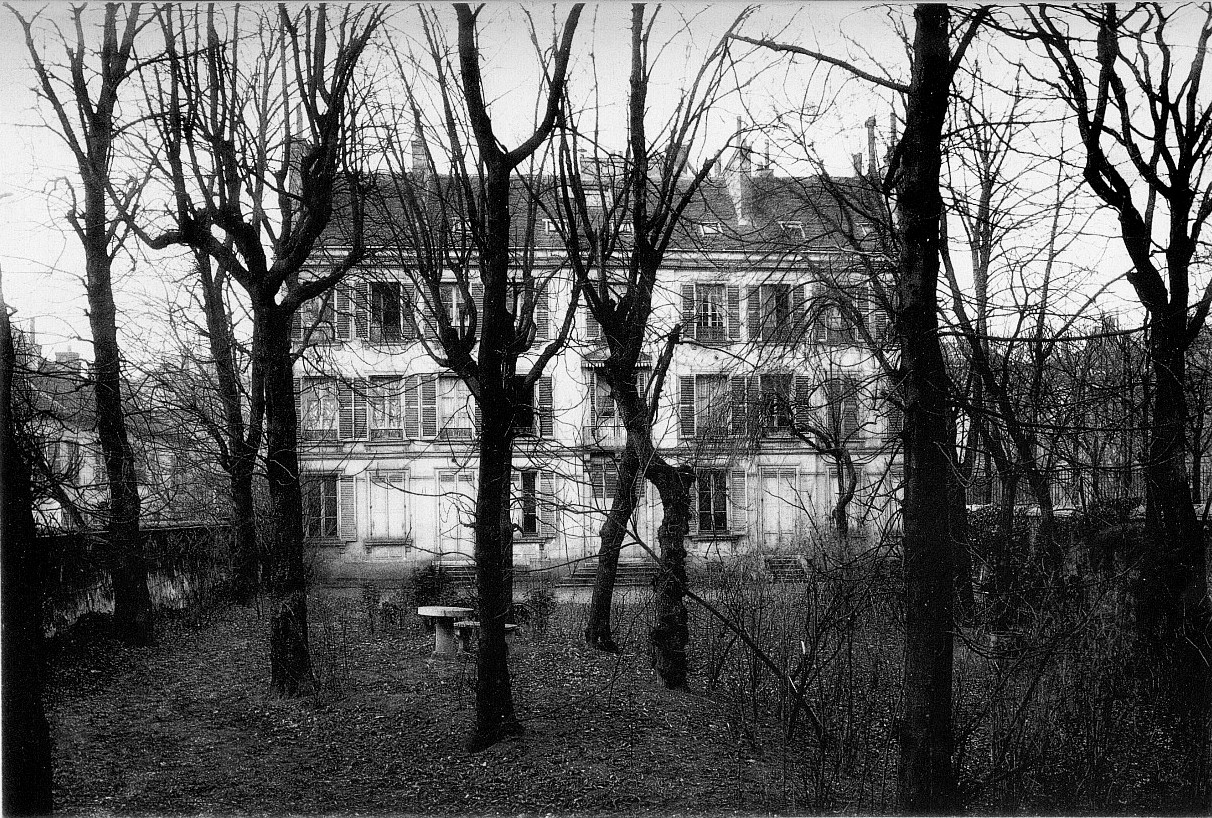
Maison habitée par Victor Hugo de 1827 à 1830, à l'emplacement de laquelle se trouve la rue Huysmans.

C'est finalement la percée d'un autre boulevard, plus proche — le boulevard Raspail — qui concrétisa la liaison entre les deux pénétrantes rue d'Assas et rue Notre-Dame-des-Champs, au début du XXe siècle.
Le quartier Notre-Dame-des-Champs est historiquement occupé par des congrégations religieuses, dont un certain nombre a des activités d'enseignement ou d'accueil des malades. Aussi, les parcelles comprises entre la rue Notre-Dame-des-Champs et la rue longtemps nommée « de l'Ouest » — actuelle rue d'Assas —, sont des terrains bâtis de maisons anciennes en bordure de voie publique derrière lesquelles s'étendent de grands jardins. L'achèvement du percement du boulevard Raspail entre les rues Stanislas et de Vaugirard en 1905 a entraîné la destruction d'un certain nombre de bâtiments sur la rue Notre-Dame-des-Champs ; l'emprise de la future rue Huysmans concerne quatre parcelles :
- aux nos 19 à 23 : l'École secondaire ecclésiastique, ou Petit Séminaire, qui s'étendait sur près d'un hectare[8], amputé des trois quarts de sa superficie par l'opération, y compris tout une partie au nord du nouveau boulevard, et qui ferma en 1914[9],[10] ;
- au no 25 : une petite maison[10] ;
- au no 27 : une loge de concierge sur la rue Notre-Dame-des-Champs, derrière laquelle partait un passage de 50 m de long et trois de large qui menait à une maison entourée d'un vaste jardin qui se déployait jusqu'à la rue Duguay-Trouin, sur laquelle la parcelle était numérotée 9 et 11. C'est à la largeur de cette parcelle que correspond l'actuelle rue Huysmans (y compris les immeubles)[11]. Entre 1827 et 1830, Victor Hugo logeait au premier étage de cette maison. Son fils François-Victor y est né et c'est là qu'il écrivit Cromwell, Les Orientales, Le Dernier Jour d'un condamné, Marion de Lorme, et surtout Hernani, qui fut l'occasion d'une telle polémique que l'agitation en son domicile poussa la propriétaire de la maison, Mme Goupy, à chasser le jeune ménage[12],[13]. C'est le mur de cette propriété que Balzac évoque en 1845 dans la nouvelle Une rue de Paris et son habitant[14] ;
- au no 29 : hôtel particulier dont le jardin a été entouré de petites constructions[8].

Le bâti, alors bien moins dense qu'aujourd'hui, se trouvait généralement en bordure de la voie publique plutôt qu'en fond de parcelle. Aussi, les constructions se trouvaient le long de la rue Notre-Dame-des-Champs et donc, pour les parcelles concernées, pour l'essentiel sur l'emprise du boulevard. Au nord de la percée se trouvaient leurs jardins ; séparés des bâtiments ou même désormais sans constructions, ces derniers devinrent dès lors à affecter. L'esprit de la percée haussmannienne ne souffrant aucune rupture dans l'alignement des immeubles bordant les boulevards, les terrains furent lotis puis vendus pour être bâtis.
L'ampleur de la parcelle du 27, rue Notre-Dame-des-Champs, la configuration de la rue Duguay-Trouin et le besoin de logements à Paris incitèrent à ouvrir une voie selon un axe sud-ouest/nord-est.

### Création de la rue Huysmans
La création d'une voie partant de la rue Duguay-Trouin dans le cadre des travaux du boulevard Raspail est évoquée dès le mois de décembre 1903. Le « raccordement de la rue du Montparnasse et de la rue Duguay-Trouin » est résolu en Conseil municipal le 23 mars 1910. Une enquête est alors ouverte à la mairie du 6e arrondissement pour évaluer l'intérêt du projet. « Considérant que l'ouverture de cette voie nouvelle rendra des services appréciables à la circulation générale et que l'utilité, à cet égard, justifie amplement la dépense […] prévue pour cette opération », le Conseil municipal du 20 novembre 1911 autorise le Préfet de la Seine à provoquer un décret déclarant d'utilité publique l'ouverture de la rue projetée, permettant à la rue Duguay-Trouin de retrouver une utilité dans le réseau viaire : depuis un siècle, elle naissait et aboutissait à la même rue d'Assas. Dans le cadre d'un grand emprunt municipal de 900 millions de francs visant à mener des opérations d'urbanisme dans toute la ville, un million est affecté à la création de cette voie nouvelle et à l'élargissement de la rue Madame, parmi lesquels seuls 181 000 francs servent à l'ouverture de la future rue Huysmans, dont 52 000 francs sont consacrés à la viabilisation.
C'est ainsi qu'en 1912, à la faveur des travaux du boulevard Raspail, une voie, d'abord privée et presque aussitôt publique, est ouverte sur une parcelle tout en longueur qui reliait à l'origine la rue Notre-Dame-des-Champs au coude que forme la rue Duguay-Trouin, en vue de la border d'immeubles d'habitation.
« Considérant que le romancier Huysmans a honoré grandement les Lettres », le conseiller municipal de Paris Pierre Quentin-Bauchart formule en 1907, au nom de ses collègues Fortuné d'Andigné et Adrien Mithouard, la proposition d'attribuer le nom de Joris-Karl Huysmans à une rue de Paris, sans qu'il soit décidé laquelle. Henri Galli reprend la proposition en 1912 et, avec l'accord des propriétaires qui venaient d'acquérir les terrains à bâtir, il est attribué à la rue le nom de l'écrivain qui naquit, vécut et mourut — cinq ans avant l'ouverture de la rue — à diverses adresses du 6e arrondissement (il est né 9, rue Suger, a vécu 11, rue de Sèvres et est mort 31, rue Saint-Placide).
La construction des immeubles d'habitation s'est faite aussitôt, ce qui donne une homogénéité urbanistique et architecturale à l'alignement. La rue est de ce fait signalée au PLU pour son intérêt patrimonial et paysager en tant qu'« ensemble architectural cohérent d'immeubles d'habitation du tournant du XXe siècle ».
La rue est viabilisée (eau, gaz, électricité, égouts, pavage) en 1913. Les premiers immeubles sont achevés la même année. Le numérotage définitif des immeubles de la rue est décrété en 1915. Les travaux de ceux qui ne l'étaient pas en 1914 ont été suspendus jusqu'à l'armistice de 1918. Pavés de bois avant la Première Guerre mondiale, les 1 100 m2 de chaussée de la rue ont été asphaltés en 1921.
Le stationnement bilatéral est abandonné en 2021 au profit d'un double-sens cyclable, simultanément avec la partie est-ouest de la rue Duguay-Trouin.

## Bâtiments remarquables et lieux de mémoire

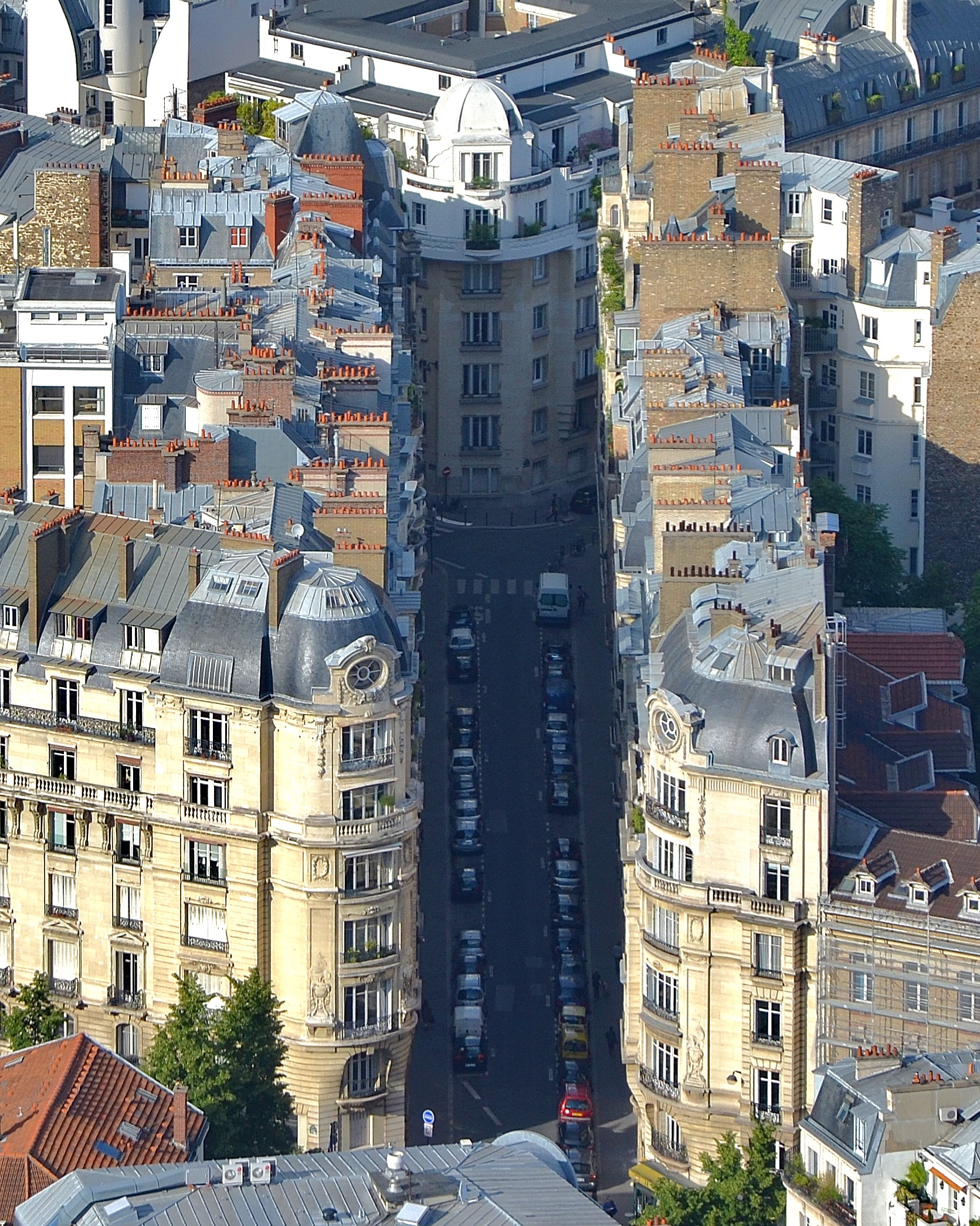
La rue Huysmans vue depuis la tour Montparnasse, qui est exactement dans son axe.

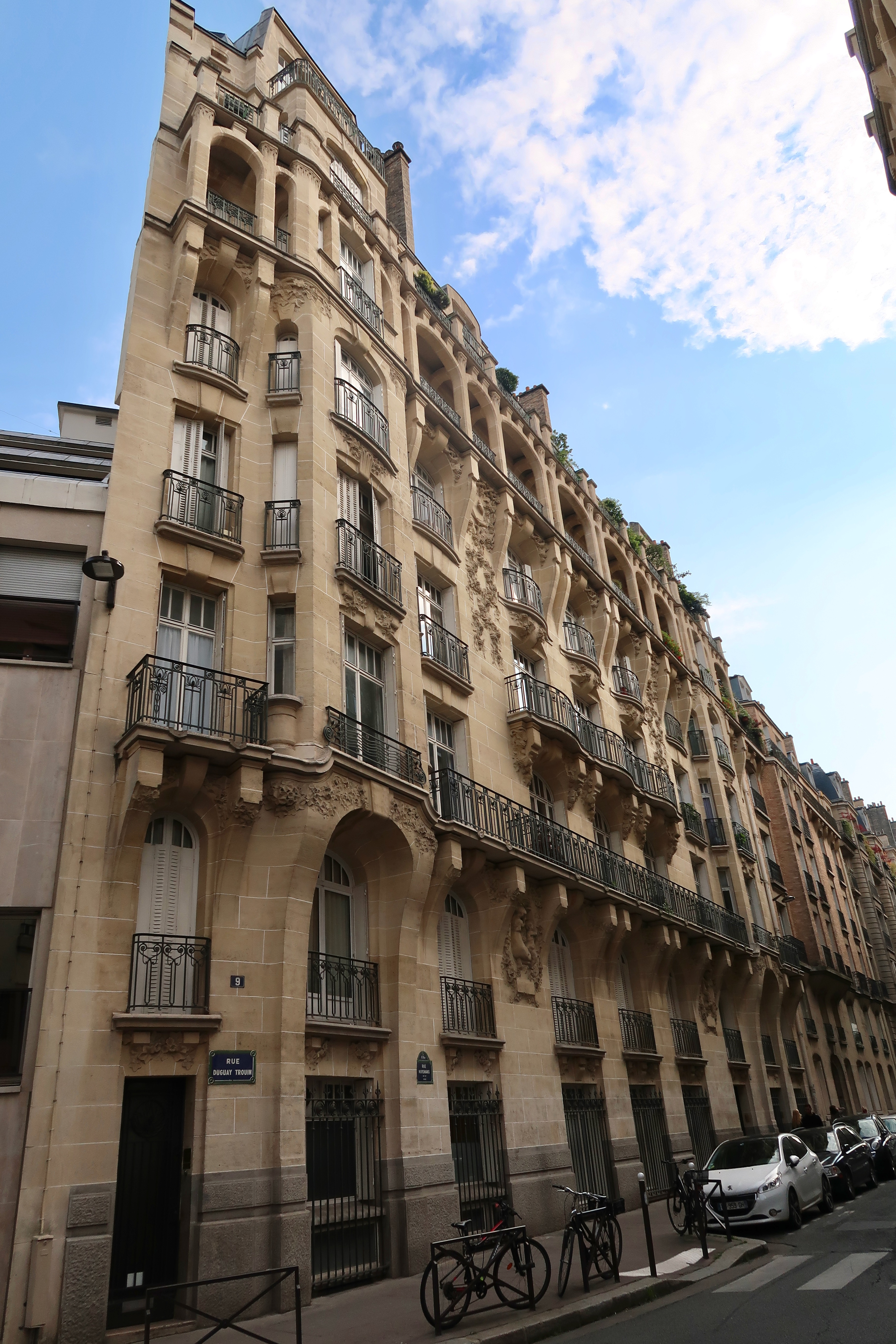
No 1.

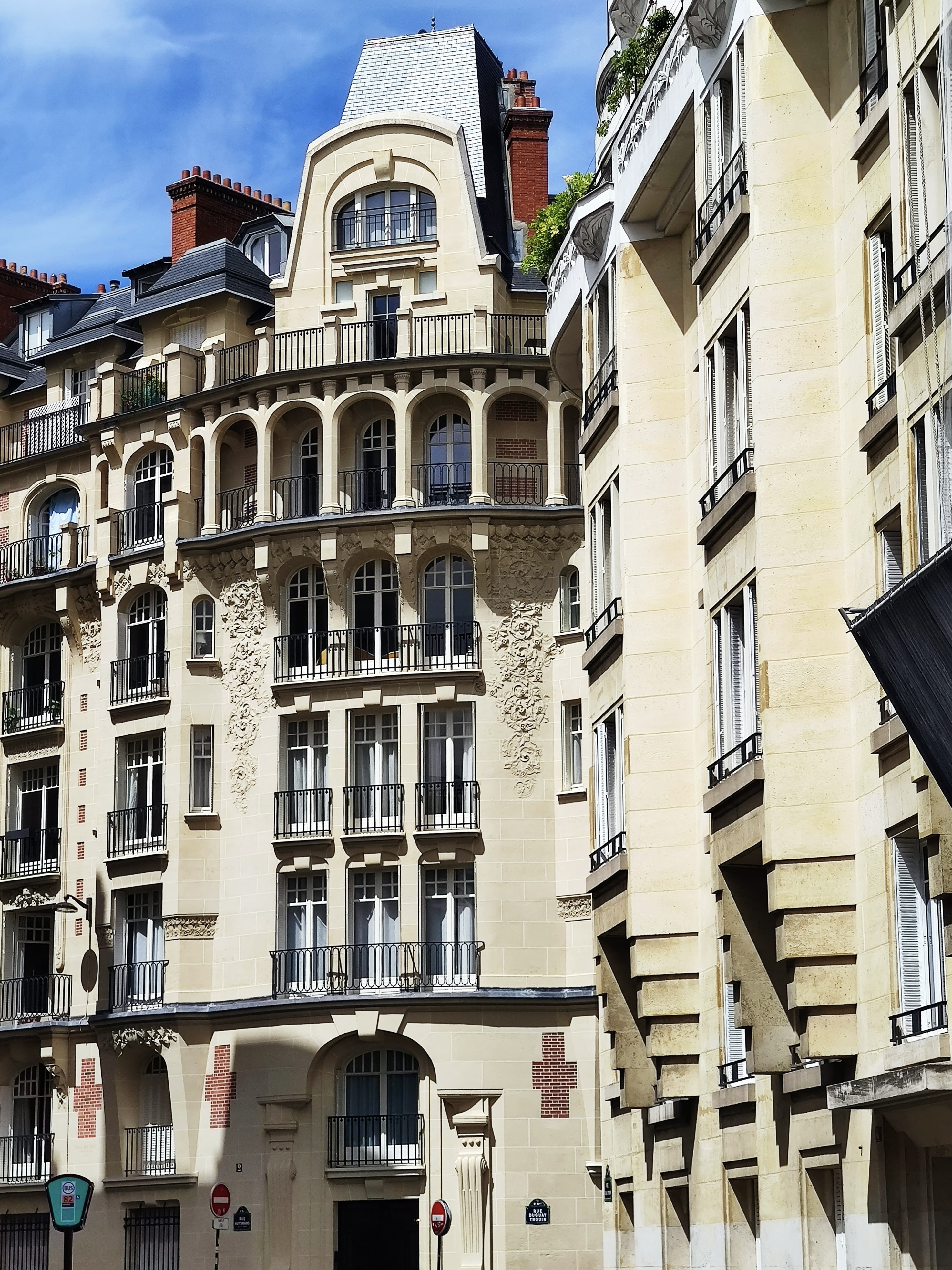
No 2.

La rue est bordée de onze immeubles : six du côté pair et cinq du côté impair. Leur gabarit est de 25 m ; y compris les étages en retrait de la façade, ils ont tous une hauteur comprise entre 24 et 27 m. Aucune destruction ni aucune construction n'étant intervenue depuis le lotissement de la rue, l'alignement originel de 1912 est respecté. Soulignée par le PLU, la singularité de l'unité architecturale est également relevée par l'historien de l'architecture François Loyer, qui note que l'immeuble posthaussmannien est « organisé en ensembles, il détermine un espace original, très prégnant visuellement », et qui illustre son propos entre autres photos par celle de la rue Huysmans. Fait singulier, aucune porte de service ne donne sur la rue Huysmans côté pair alors que la plupart des immeubles du côté impair permettent un accès séparé aux voies de circulation prévues à l'origine pour la domesticité. Tous sont néanmoins pourvus d'un escalier de service menant aux chambres de bonne, dont l'usage est encore généralisé dans la bourgeoisie parisienne du début du XXe siècle.
- No 1 : l'immeuble à ce numéro a été édifié dans un style Art nouveau posthaussmannien entre 1913 et 1919 par l'architecte Raoul Brandon. Il fut lauréat du Concours de façades de la ville de Paris en 1922-1923 pour sa façade sur rue[34]. Il fait l'objet d'une protection patrimoniale au PLU pour les éléments suivants : « façade en pierre de taille, bow-windows, balcons arrondis, loggia de l'attique en anse de panier, riche décor floral et animalier des trumeaux et des linteaux de fenêtres, deux médaillons symétriques illustrant la maternité, ferronnerie[26] ». Les loggias à arcades mises au point par Charles Plumet dès 1897 sont archétypales de l'architecture Art nouveau parisienne[35]. Les sculptures sur la façade sont l'œuvre d'Antoine Sartorio. Immeuble de rapport à sa construction, il a été commandé par Jeanne-Louise Rolland d'Estape en 1913. Lorsque, en 1923, Raoul Brandon épouse la commanditaire[36], il réalise un dessin de l'immeuble qui illustra leur faire-part de mariage[37]. Le couple y élut domicile[38]. Le rez-de-chaussée abrite aujourd'hui le siège et la bibliothèque de l'École de la cause freudienne[39].
- No 2 : cet immeuble a été construit simultanément par le même Raoul Brandon, sur la commande de M. Beaudoire[40], en brique et pierre. Il est également protégé au PLU, notamment pour la loggia à arcades du 5e étage et l'ornementation florale de la façade[26]. Il est remarquable par sa loggia d'angle (avec la rue Duguay-Trouin), au cinquième étage. Après avoir été la propriété du Quai d'Orsay et avoir logé des diplomates français, l'immeuble a été en partie vendu à la découpe par France Domaine au début des années 2010[41].
- No 3 : immeuble construit par l'architecte Léon Perrain, qui en était aussi le premier propriétaire, et qui y établit son domicile dès la livraison[28]. La construction était prévue en pierre de taille ; le rez-de-chaussée et le premier étage étaient ainsi élevés lorsque la Première Guerre mondiale éclata. Le bâtiment a été achevé après la guerre, non plus en pierre mais en brique. Une idée du projet dessiné pour le 3, rue Huysmans est donnée par le 101, rue du Cherche-Midi, que l'architecte parvint à terminer au début de l'année 1914 avec le même constructeur J. Marguinaud[42].
- No 4 : la demande de permis de construire de l'immeuble a été déposée par le propriétaire en 1913[43] ; l'architecte en est Louis Marnez, qui avait dessiné dans les années précédentes plusieurs immeubles en pierre de taille de la rue du Montparnasse dont la rue Huysmans est le prolongement légèrement désaxé au-delà de la rue Notre-Dame-des-Champs et du nouveau boulevard Raspail. Il fut prolifique  à Neuilly-sur-Seine et sur la rive gauche de Paris de la fin du XIXe siècle aux années 1930, en particulier dans le quartier du Montparnasse[44].
- No 5 : immeuble à six travées, dont deux pourvues d'oriels. Ce bâtiment dispose de quatre portes d'accès sur la rue : l'entrée principale, celle de service et deux accès indépendants. La façade n'est pas signée. Raphaël Antonetti, gouverneur général de l'Afrique-Équatoriale française, y vécut et y mourut[45].
- Nos 6 et 8 : ces deux immeubles sont l'œuvre de l'architecte français Henri Preslier (1878-1934)[46]. Le no 6 a été élevé en 1913 dans le style Art nouveau finissant, comme les deux immeubles de Raoul Brandon formant les angles avec la rue Duguay-Trouin. L'ornementation est faite de grappes de raisin et de feuilles de vigne, tant sur les chapiteaux des pilastres encadrant la porte d'entrée que sur les consoles des fenêtres et balcons de tous les étages. Les deux travées d'oriels sont coiffées de frontons imitant les pignons ornementaux de l'architecture traditionnelle d'Europe du Nord. Quoique de plans visiblement différents, les façades à vagues verticales formées par les oriels des nos 6 et 8 sont d'une parenté très nette.

Au numéro 8 vécurent Victor et Hélène Basch de 1913 à leur fuite en zone libre en 1940. Leur appartement fut pillé dès le début de l'Occupation. Victor Basch fut cofondateur et président de la Ligue des droits de l'homme comme le rappelle une plaque apposée au bas de l'immeuble. Habitèrent également à cette adresse le médiéviste et académicien Bernard Guenée et le médecin et écologue François Bourlière.
- Nos 7 et 9 : ces deux immeubles, comme le bâtiment numéroté 12 sur la rue Huysmans et 107 sur le boulevard Raspail, ont pour architecte le Suisse Julien Flegenheimer. Comparé aux deux autres, qui sont d'angle et sur le boulevard, le no 7 est de dimensions plus modestes : il a cinq travées étroites et 25 m de hauteur[49]. Un bossage droit couvre le rez-de-chaussée et le premier étage. Il est daté de 1917. Le peintre belge Edmond de Grimberghe[50], le sculpteur russe Alexandre Wolkowyski[51] et le neuropsychiatre Joseph Lévy-Valensi[52] vécurent à cette adresse. Le 20 avril 1940, l'immeuble fut le théâtre du meurtre d'une bonne travaillant dans un appartement[53].
- Nos 9, rue Huysmans et 107, boulevard Raspail : ces deux immeubles jumeaux, dont les entrées principales sont sur des voies différentes, se font face aux angles entre la rue Huysmans et le boulevard Raspail. Ils ont été construits respectivement en 1914 et 1913 dans un style post-haussmannien par l'architecte suisse Julien Flegenheimer.

De 2000 à 2012, le rez-de-chaussée du no 9 abritait Kissman Productions, la société de production de Jamel Debbouze. Elle a déménagé à la Cité du cinéma à Saint-Denis lorsqu'elle a ouvert.
- No 10 : c'est à l'emplacement de cet immeuble que se trouvait la maison qu'habita Victor Hugo. Habitèrent l'immeuble : le médiéviste Jean-François Lemarignier[55] ; le compositeur Pierre Vellones comme le rappelle une plaque apposée sur l'immeuble en 1967[56] ; Auguste-Toussaint Le Grain[57] qui fut directeur de l'école nationale des ponts et chaussées et directeur par intérim des chemins de fer de l'État[58].

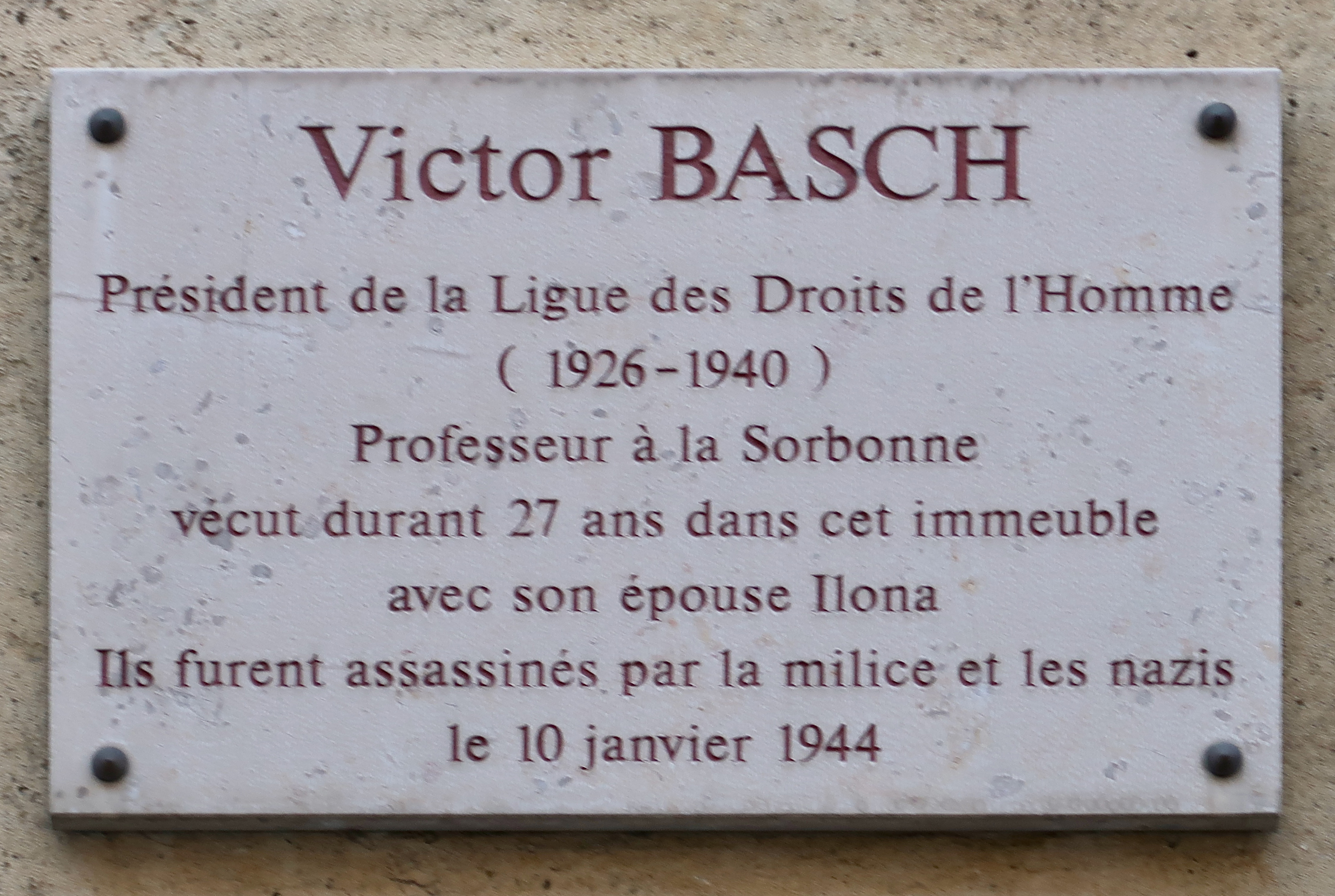
Plaque au no 8.
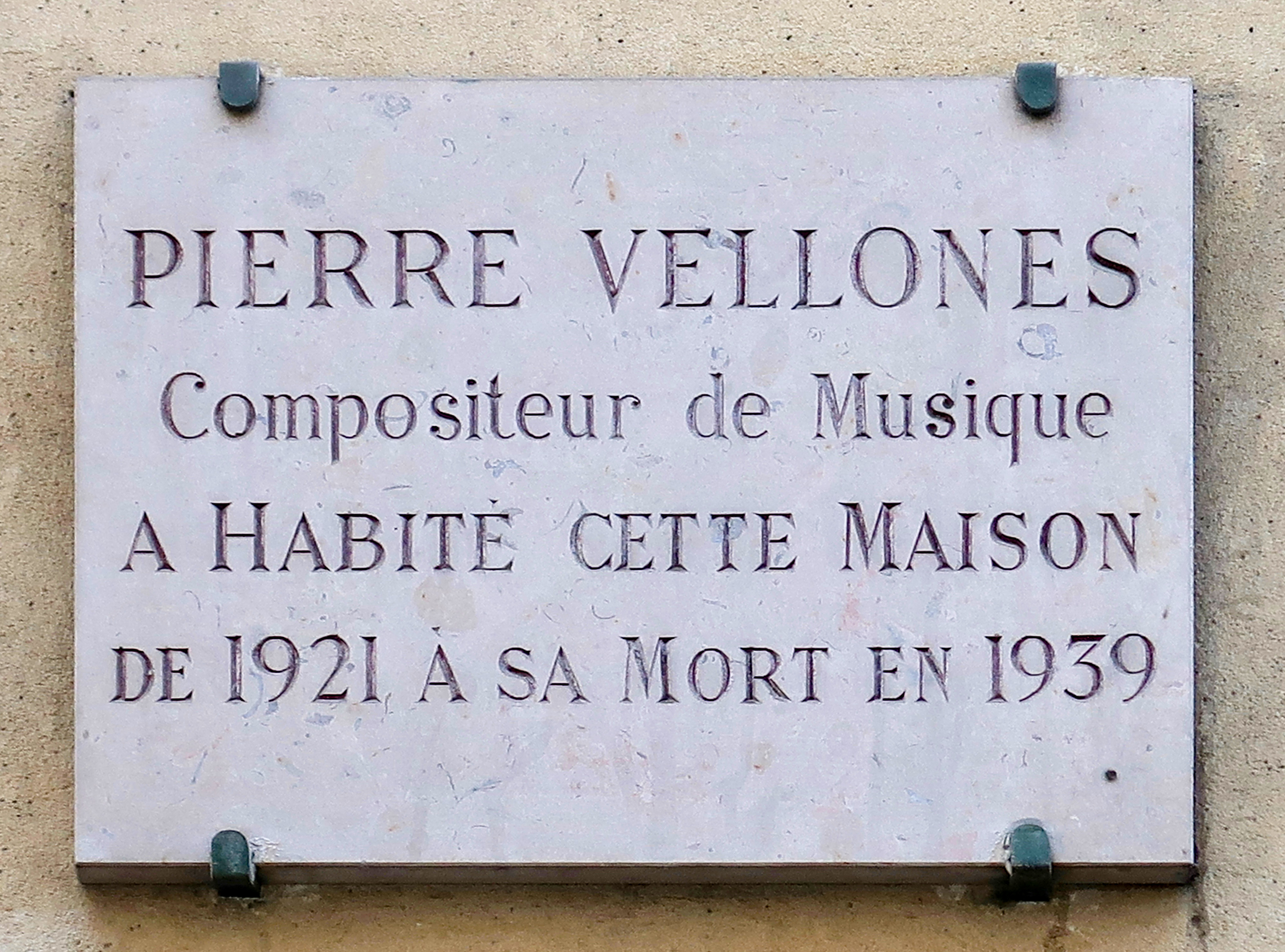
Plaque au no 10.